# San Francisco Chindúa
San Francisco Chindúa là một đô thị thuộc bang Oaxaca, México. Năm 2005, dân số của đô thị này là 673 người.